# Enrique Cárcel
Joan Enric Cárcel Ferrer (Barcelona, España; 13 de junio de 1974), conocido como Quique Cárcel, es un exfutbolista y dirigente deportivo español. Es el director deportivo del Girona F. C. desde 2014.
Como futbolista, fue formado en la cantera del F. C. Barcelona y se desempeñaba como centrocampista, pasó su carrera en clubes españoles, disputó la temporada 2000-01 de la Segunda División de España con el C. D. Leganés y jugó nueve temporadas en el C. E. L'Hospitalet hasta su retiro en 2011.
Tras su retiro, comenzó su carrera como director deportivo en el L'Hospitalet.

## Clubes

### Como jugador
| Club              | País   | Año       |
| ----------------- | ------ | --------- |
| F. C. Barcelona C | España | 1995-1996 |
| Cádiz C. F.       | España | 1996-2000 |
| C. D. Leganés     | España | 2000-2001 |
| C. E. Sabadell    | España | 2001-2002 |
| C.E. L'Hospitalet | España | 2002-2011 |

### Como director deportivo
| Club               | País   | Año           |
| ------------------ | ------ | ------------- |
| C. E. L'Hospitalet | España | 2011-2014     |
| Girona F. C.       | España | 2014-presente |